# Olympus FE-130
De Olympus FE-130 is een 38-114mm-camera van Olympus Corporation die in 2006 op de markt kwam. Deze camera van 5,1 megapixel beschikt ook over een panoramafunctie. De FE-130 beschikt over een LCD-scherm van 5,1 cm plus 20 scèneprogramma's en 22 MB aan intern geheugen.

## Trivia
- De FE-130 is identiek aan de in 2008 uitgekomen X-720 van Olympus.[1]